# Pubertà (film)
Pubertà (Las adolescentes) è un film spagnolo del 1975, diretto da Pedro Masó.

## Trama
Ana è una quindicenne spagnola, figlia di due proprietari d'albergo della regione della Murcia: terminata la stagione turistica, la ragazza parte assieme ai genitori per un viaggio a Londra. Lì viene lasciata in un collegio dove ha la possibilità di perfezionare le proprie conoscenze della lingua inglese; nel collegio, Ana riesce - non senza qualche difficoltà iniziale - a fare amicizia con Carla e Rosalind.
Con le nuove amiche, parte per una gita del fine settimana, durante la quale Ana conosce un ragazzo di nome Jimmy. Ana pensa di aver trovato dei veri amici di cui fidarsi, ma in realtà i tre sono le pedine di un'organizzazione criminale ed hanno attirato la quindicenne in una vera e propria trappola: Jimmy infatti seduce l'ingenua ragazza con lo scopo di procurarsi delle foto che sarebbero poi finite in una rivista pornografica danese.
In seguito, Ana viene violentata da un gruppo di ragazzi che fanno parte dell'organizzazione: i giovani vengono però arrestati grazie proprio all'intervento di Jimmy, che nel frattempo si era pentito.

## Produzione
Le riprese furono effettuate negli Estudios Apolos a Los Negrales (Madrid), a Lo Pagán (Murcia), a Copenaghen, a Londra, ad Esher (Surrey, Inghilterra) e presso il Castello di Hever (Kent, Inghilterra).

## Distribuzione

### Divieti
Il film è vietato ai minori di 18 anni.

## Colonna sonora
Il tema principale del film è La gaviota, composta da Juan Carlos Calderón ed interpretata dai Mocedades.
Altre canzoni del film sono:
- Forever and Ever - Demis Roussos
- Happy People - The Temptations
- Summer Wind - Frank Sinatra